# Альтшулер, Семён Александрович
Семён Алекса́ндрович Альтшу́лер (24 сентября 1911 года, Витебск — 24 января 1983 года, Казань) — советский физик, член-корреспондент АН СССР (1976), профессор.

## Биография
Родился в Витебске. В 1932 окончил Казанский университет (физико-математический факультет). Затем поступил в аспирантуру Физического института АН СССР, где работал под руководством И. Е. Тамма. В 1935 вернулся в Казанский университет. В первые дни войны вступил добровольцем в ряды Красной Армии. После окончания краткого курса подготовки в Военно-политической Академии отправился на фронт, где служил в противотанковой артиллерии. День Победы встретил в звании майора. После демобилизации в 1946 Альтшулер вернулся в Казань, где работал до конца жизни: с 1955 в должности профессора, впоследствии заведующего кафедрой радиоспектроскопии и квантовой электроники.
Создал в Казани мощный центр радиоспектроскопических исследований, подготовил 10 докторов и множество кандидатов наук. Являлся председателем Научного Совета АН СССР по проблеме «Радиоспектроскопия конденсированных сред», членом Президиума КФАН СССР, входил в редколлегию ЖЭТФ и многих учёных советов.

## Научная деятельность
Работы посвящены в основном радиоспектроскопии и парамагнетизму, в частности ядерному магнетизму. В 1934 совместно с И. Е. Таммом предсказал существование магнитного момента у нейтрона, верно оценил его знак и величину. Для того времени это был довольно парадоксальный результат (нейтрон не обладает электрическим зарядом), однако впоследствии он был экспериментально подтверждён. В довоенный период также активно участвует (вместе с Б. М. Козыревым и Е. К. Завойским) в экспериментальных поисках сигнала ЯМР на протонах воды. Считается, что в июне 1941 года им удалось наблюдать сигнал ЯМР, однако, сигнал наблюдался спорадически и плохо воспроизводился. Начавшаяся война помешала дальнейшим исследованиям.
В 1948 обнаружил (совместно с Б. М. Козыревым и С. Г. Салиховым) влияние сверхтонких магнитных взаимодействий на спектры электронного парамагнитного резонанса. Эта работа позволила рассматривать ЭПР как новый метод исследования конденсированных сред. В 1952 предсказал и развил теоретически идею акустического парамагнитного резонанса. Этот результат принёс ему широкую известность и лёг в основу нового направления — квантовой акустики. Семён Александрович признан автором научного открытия "Явление резонансного поглощения звука в парамагнетиках (акустический парамагнитный резонанс)", которое занесено в Государственный реестр открытий СССР с приоритетом от 9 июня 1952 г. в следующей формулировке: "Теоретически установлено неизвестное ранее явление резонансного поглощения звука в парамагнетиках, обусловленное спин-фононными взаимодействиями и наступающее вблизи частот звука и квантовых переходов между магнитными подуровнями тела, обладающего электронным либо ядерным парамагнетизмом".
Предложил метод получения сверхнизких температур при помощи адиабатического размагничивания ядерных спинов так называемых ван-флековских парамагнетиков. Это позволило увеличить производительность получения сверхнизких температур магнитными методами в десятки раз.
Совместно с другими исследователями воспользовался методом рассеяния Мандельштама-Бриллюэна для изучения неравновесных фононов в парамагнитных кристаллах. В частности, ими было обнаружено явление лавинного излучения фононов.

## Награды
- Три ордена Отечественной войны (I степени и II степени, дважды).
- Орден Красной Звезды.
- Орден Трудового Красного Знамени.
- Орден «Знак Почёта».
- Государственная премия Республики Татарстан в области науки и техники (2006 год, посмертно).

## Работы
- С. А. Альтшулер. Парамагнитное поглощение звука. — УФН, Т.75, № 11 (1961).
- С. А. Альтшулер, Б. М. Козырев. Электронный парамагнитный резонанс. — М.: Физматгиз, 1961.
- С. А. Альтшулер, Б. М. Козырев. Электронный парамагнитный резонанс соединений элементов промежуточных групп. — 2-е изд. — М.: Наука, 1972.